# Okanagan Lake Park
Okanagan Lake Park är en park i Kanada.   Den ligger i provinsen British Columbia, i den södra delen av landet, 3 300 km väster om huvudstaden Ottawa. Okanagan Lake Park ligger 343 meter över havet. Den ligger vid sjön Okanagan Lake.
Terrängen runt Okanagan Lake Park är kuperad åt sydväst, men åt nordost är den bergig. Okanagan Lake Park ligger nere i en dal. Runt Okanagan Lake Park är det ganska glesbefolkat, med 26 invånare per kvadratkilometer.. Närmaste större samhälle är Summerland, 9,9 km söder om Okanagan Lake Park.